# Liste der Baudenkmäler in Wiesau

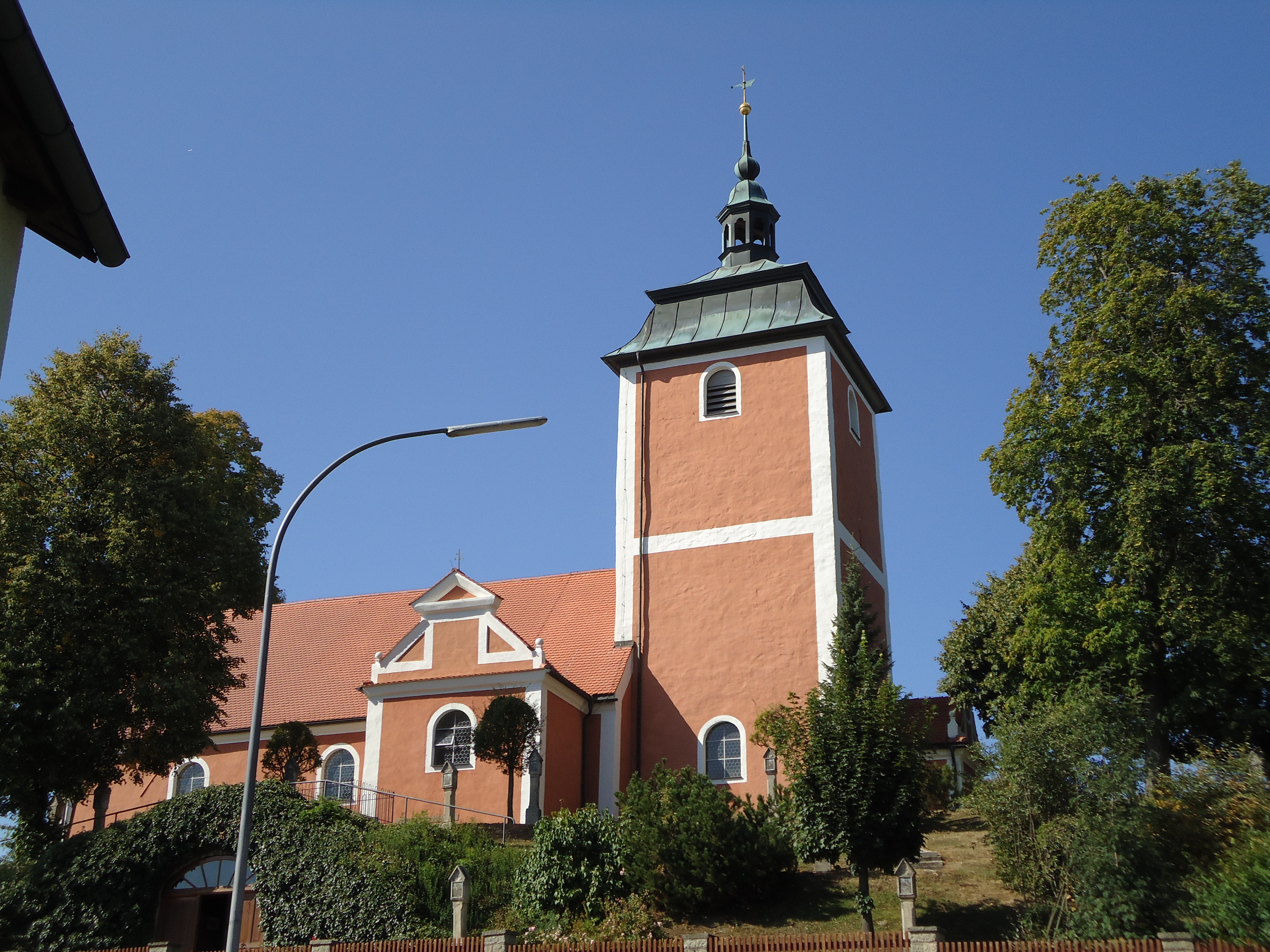
Kreuzbergkirche Wiesau

Auf dieser Seite sind die Baudenkmäler in dem Oberpfälzer Markt Wiesau zusammengestellt. Diese Tabelle ist eine Teilliste der Liste der Baudenkmäler in Bayern. Grundlage ist die Bayerische Denkmalliste, die auf Basis des Bayerischen Denkmalschutzgesetzes vom 1. Oktober 1973 erstmals erstellt wurde und seither durch das Bayerische Landesamt für Denkmalpflege geführt wird. Die folgenden Angaben ersetzen nicht die rechtsverbindliche Auskunft der Denkmalschutzbehörde.

## Baudenkmäler nach Ortsteilen

### Wiesau
| Lage                                                               | Objekt                                   | Beschreibung | Akten-Nr.             | Bild                                     |
| ------------------------------------------------------------------ | ---------------------------------------- | --- | --------------------- | ---------------------------------------- |
| Friedenfelser Straße (Standort)                                    | Säulenbildstock                          | Mit kugelbekrönter Laterne, Granit, bezeichnet mit „1715“ | D-3-77-159-8          | BW                                       |
| Kirchplatz 4; Kirchplatz 6 (Standort)                              | Katholische Pfarrkirche St. Michael      | Saalbau, verputzter Massivbau mit Satteldach 1661–63, Turm 1665, Neubau mit Zwiebelhaube und Laterne 1731, Umbau des Langhauses und Anbau der Sakristei durch Philipp Muttone, 1753–58, Wiederaufbau mit Neueinwölbung 1773–75 durch Nikolaus Bromberger, Erweiterung um ein Querhaus sowie Erneuerung des eingezogenen, gerade geschlossenen Chors und der Sakristei 1934/35; mit Ausstattung Steintafel, bezeichnet mit „148.“ Hoher Säulenbildstock mit Marienstatue, bezeichnet mit „1697“ Erhaltenes Teilstück der Kirchhofmauer                     | D-3-77-159-2          | weitere Bilder                           |
| Kirchplatz 6 (Standort)                                            | Katholischer Pfarrhof                    | Wohnhaus, zweigeschossiger, verputzter Massivbau über hohem Werksteinkellergeschoss, mit Walmdach und geohrten Granitlaibungen, 1915 durch August Mayer anstelle des Vorgängerbaus aus dem 18. Jahrhundert errichtet Mit Hausfigur des heiligen Michael Stall- und Remisengebäude, eingeschossiger, verputzter Massivbau mit Walmdach, der Remisenteil hofseitig durch rundbogige Toreinfahrten geöffnet, 18. Jahrhundert Einfriedung mit Tordurchfahrt, 1915                                                                                             | D-3-77-159-3          | Katholischer Pfarrhof                    |
| Kirchplatz 7 (Standort)                                            | Brauerei-, Metzgerei- und Gasthofgebäude | Langgestreckter, traufständiger und verputzter Massivbau mit Satteldach, Erkertürmchen und zwei geschweiften Zwerchgiebeln sowie breiter Tordurchfahrt, im Kern 1679, Fassade 1932 mit Stuckdekor des Waldsassener Stuckateurs Theodor Hötzel; mit Ausstattung und neubarocker Hausfigur | D-3-77-159-4          | Brauerei-, Metzgerei- und Gasthofgebäude |
| Pfarrer-Ferstl-Straße 18 (Standort)                                | Katholische Nebenkirche Heilig Kreuz     | Wandpfeilerkirche, verputzter Massivbau mit Satteldach, einfacher Putzgliederung und eingezogenem, quadratischem Chor, von Hans Tröger, 1657–61, Chorturm von 1668, Wiederaufbau mit Mansarddach und Laterne 1722, Langhaus 1700 erweitert, Seitenkapellen von Johann Georg Häring, 1734–38; mit Ausstattung Kalvarienberg mit Kreuzigungsgruppe von 1825, sechs Steinfiguren des leidenden Christus, 18. Jahrhundert, zwei Treppenanlagen, Granit, 18. und 19. Jahrhundert, sowie 13 neugotischen Steinbildstöcken Lourdes-Grotte, 1909; mit Ausstattung | D-3-77-159-1          | weitere Bilder                           |
| Schönfelder Straße (Standort)                                      | Feldkapelle                              | Verputzter Massivbau mit Satteldach und leicht vorspringendem Giebel, 18./19. Jahrhundert; mit Ausstattung | D-3-77-159-6 Wikidata | weitere Bilder                           |
| Schönfelder Straße (Standort)                                      | Zwei Steinkreuze                         | 18. Jahrhundert oder älter | D-3-77-159-5          | BW                                       |
| Wilhelm-Maurer-Weg 2 (Standort)                                    | Steinkreuz                               | 18. Jahrhundert oder älter | D-3-77-159-7 Wikidata | Steinkreuz                               |
| Hinter dem Friedhof, am Weg von Wiesau nach Triebendorf (Standort) | Säulenbildstock                          | Granit, 19. Jahrhundert, auf mit „1714“ bezeichnetem Sockel | D-3-77-159-9          | BW                                       |

### Hurtingöd
| Lage                   | Objekt                         | Beschreibung | Akten-Nr.     | Bild |
| ---------------------- | ------------------------------ | ------------ | ------------- | ---- |
| Hurtingöd 2 (Standort) | Hausfigur des heiligen Florian | Holz, 1834   | D-3-77-159-10 | BW   |

### Kornthan
| Lage                   | Objekt                                                                    | Beschreibung | Akten-Nr.     | Bild |
| ---------------------- | ------------------------------------------------------------------------- | --- | ------------- | ---- |
| Kornthan 14 (Standort) | Wohnstallhaus eines Dreiseithofes, ehemals zum Kloster Waldsassen gehörig | Zweigeschossiger, verputzter Massivbau mit Walmdach, bezeichnet mit „1817“, 1854 erneuert, Stallteil bezeichnet mit „1852“ Hofmauer mit Rundbogenportal und segmentbogiger Pforte, bezeichnet mit „1856“ | D-3-77-159-11 | BW   |
| Kornthan 14 (Standort) | Zwei Säulenbildstöcke mit kugelbekrönten Laternen                         | Granit; der nördliche bezeichnet mit „1718“; der südliche bezeichnet mit „1713“ | D-3-77-159-13 | BW   |
| Kornthan 15 (Standort) | Stadel                                                                    | Zweitenniger, holzverschalter Ständerbau mit Satteldach, bezeichnet mit „1684“ | D-3-77-159-27 | BW   |

### Leugas
| Lage                                                    | Objekt                                 | Beschreibung                               | Akten-Nr.     | Bild |
| ------------------------------------------------------- | -------------------------------------- | ------------------------------------------ | ------------- | ---- |
| An der Brücke über die Staatsstraße; St 2169 (Standort) | Bildstock                              | Granit, 19. Jahrhundert                    | D-3-77-159-16 | BW   |
| Leugas 8; an der Brücke über den Wiesau-Bach (Standort) | Steinfigur des heiligen Johann Nepomuk | Auf hohem Postament, bezeichnet mit „1834“ | D-3-77-159-15 | BW   |

### Muckenthal
| Lage                                                           | Objekt                                     | Beschreibung | Akten-Nr.     | Bild |
| -------------------------------------------------------------- | ------------------------------------------ | --- | ------------- | ---- |
| Muckenthal 2 (Standort)                                        | Wohnstallhaus eines Dreiseithofes          | Zweigeschossiger, verputzter Massivbau mit Satteldach, frühes 19. Jahrhundert Hofmauer mit Tor und Pforte        | D-3-77-159-18 | BW   |
| In Muckenthal (Standort)                                       | Kapelle Maria Trösterin der Betrübten      | Verputzter Massivbau mit Satteldach, Dreiseitschluss und offenem Dachreiter, neubarock, 1900/01; mit Ausstattung | D-3-77-159-17 | BW   |
| Weidel; südlich vom Ort, Richtung Muckenthaler Berg (Standort) | Säulenbildstock mit kugelbekrönter Laterne | Granit, bezeichnet mit „1703“                                                                                    | D-3-77-159-19 | BW   |

### Schönfeld
| Lage                                                    | Objekt                                                  | Beschreibung | Akten-Nr.     | Bild                                                    |
| ------------------------------------------------------- | ------------------------------------------------------- | --- | ------------- | ------------------------------------------------------- |
| In Schönfeld (Standort)                                 | Kriegergedächtniskapelle für die Gefallenen von 1914/18 | Weitgehend unverputzter Bruchsteinbau mit Satteldach und Stirnpfeilern, 1923; mit Ausstattung                       | D-3-77-159-20 | Kriegergedächtniskapelle für die Gefallenen von 1914/18 |
| Bahnstrecke Weiden - Oberkotzau (bei Bahn-km 35,649) () | Bahnbrücke                                              | Eisenbahnüberführung der Strecke Weiden - Oberkotzau (Strecke 5050), dreibogige Sandsteinbrücke mit Korbbögen, 1896 | D-3-77-159-30 |                                                         |

### Tirschnitz
| Lage                               | Objekt                                     | Beschreibung                         | Akten-Nr.     | Bild |
| ---------------------------------- | ------------------------------------------ | ------------------------------------ | ------------- | ---- |
| in Tirschnitz ()                   | Steinkreuz                                 | Granit; ehemals an der Wasserreserve | D-3-77-159-28 |      |
| St 2170; am Ortseingang (Standort) | Säulenbildstock mit kugelbekrönter Laterne | Granit, bezeichnet mit „1753“        | D-3-77-159-26 | BW   |

## Ehemalige Baudenkmäler
In diesem Abschnitt sind Objekte aufgeführt, die früher einmal in der Denkmalliste eingetragen waren, jetzt aber nicht mehr. Objekte, die in anderem Zusammenhang also z. B. als Teil eines Baudenkmals weiter eingetragen sind, sollen hier nicht aufgeführt werden. Aktennummern in diesem Abschnitt sind ehemalige, jetzt nicht mehr gültige Aktennummern.

| Lage                                                               | Objekt                                       | Beschreibung                                                                   | Akten-Nr.     | Bild |
| ------------------------------------------------------------------ | -------------------------------------------- | ------------------------------------------------------------------------------ | ------------- | --- |
| Schönfeld Schönfeld 21 (Standort)                                  | Türrahmung                                   | Bezeichnet mit „1739“                                                          | D-3-77-159-21 | BW |
| Schönfeld In Schönfeld (am Ortsausgang Richtung Wiesau) (Standort) | Postament eines Bildstocks                   | Granit, bezeichnet mit „1716“                                                  | D-3-77-159-22 | [[Vorlage:Bilderwunsch/code!/C:49.92179,12.19292!/D:In Schönfeld (am Ortsausgang Richtung Wiesau), Postament eines Bildstocks!/\|BW]] |
| Schönhaid Falkenberger Straße (Standort)                           | Postament eines steinernen Säulenbildstockes | Granit, 18. Jahrhundert                                                        | D-3-77-159-23 | BW |
| Tirschnitz Tirschnitz 5 (Standort)                                 | Säulenbildstock mit Laterne                  | Granit, bezeichnet mit „1706“ Steinkreuz, Granit; ehemals an der Wasserreserve | D-3-77-159-25 | BW |
| Tirschnitz Tirschnitz 10 (Standort)                                | Zugehörige Scheune                           | Bezeichnet mit „1827“ Hofmauer mit Torbogen und Pforte, wohl 1827              | D-3-77-159-24 | BW |